# Atentado de Khar de 2023
El atentado de Khar ocurrió el 30 de julio de 2023, cuando el Estado Islámico del Gran Jorasán llevó a cabo un ataque suicida con bomba en una manifestación de Jamiat Ulema-e-Islam (F) en Khar, distrito de Bajaur, Jaiber Pastunjuá, Pakistán, matando al menos a 63 personas e hiriendo a casi 200 otros.

## Fondo
Jamiat Ulema-e-Islam (F) (JUI-F) es un partido político y religioso conservador dirigido por Fazal-ur-Rehman. Apoya a los talibanes en Afganistán. El JUI-F se había estado preparando para una elección general después de la disolución de la Asamblea Nacional. Los partidos religiosos han intentado aprovechar la crisis económica y el arresto del ex primer ministro Imran Khan.
La guerra de Jaiber Pajtunjuá comenzó en 2004. Alcanzó su punto máximo a fines de la década de 2000 y principios de la de 2010, incluidos dos atentados suicidas en Khar, en enero y diciembre de 2010. Esta guerra civil en el noroeste de Pakistán se redujo a un conflicto de baja intensidad en 2017. Sin embargo, la región ha visto un aumento en la actividad terrorista durante la década de 2020, con el estallido de grandes protestas contra el deterioro de la situación de seguridad en enero de 2023.

## Bombardeo
JUI-F organizó una convención de trabajadores el 30 de julio de 2023. Alrededor de las 4 p. m., cuando estaban presentes más de 400 miembros y simpatizantes del partido, un terrorista suicida se acercó al escenario y detonó un chaleco explosivo. Al menos 63 personas murieron y casi 200 más resultaron heridas, incluidos muchos niños. Maulana Zia Ullah, un líder local del JUI-F, murió en el ataque y fue el segundo intento de asesinato en su contra.
El 31 de julio, el Estado Islámico del Gran Jorasán (IS-KP) se atribuyó la responsabilidad del atentado suicida.

## Reacciones
El Movimiento de los Talibanes Pakistaníes condenó el bombardeo, al igual que Zabiullah Mujahid, portavoz de los talibanes afganos. En un mensaje en Twitter, Mujahid escribió: "Tales crímenes no pueden justificarse de ninguna manera".
El primer ministro Shehbaz Sharif condenó el bombardeo y dio sus condolencias a las familias de las víctimas. En una declaración del Ministro de Relaciones Exteriores de su partido, Bilawal Zardari, "expresó su profundo pesar por la pérdida de vidas preciosas" y también dijo que "los terroristas, sus facilitadores y planificadores deben ser eliminados para que se establezca la paz en el país". El Ministro de Información y Radiodifusión, Marriyum Aurangzeb, declaró en las redes sociales que "la religión de los terroristas es solo terrorismo. Poner fin al terrorismo es muy importante para la supervivencia y la integridad de Pakistán".